# LENTmark
De LENTmark (ook geschreven als Lentmark) was een bouwwerk in Lent (Nijmegen) aan de rand van de wijk Laauwik aan de Lentseplas in Nijmegen-Noord langs het RijnWaalpad.
Het idee van het bouwwerk ontstond in de bouwcrisis (2009-2014) toen de bouw in de Vinex-locatie Waalsprong stil viel. De initiatiefnemers waren de destijds werkeloze bedrijfskundige Koen Vrielink en architect Pepijn Sluiter. Zij kwamen met het idee om meerdere uitkijktorens van duurzame materialen te bouwen in de Waalsprong. Het idee werd concreet toen Sluiter in dienst kwam van Royal Haskoning en het project voor een eerste uitkijktoren met steun van de gemeente Nijmegen, ROC Nijmegen, UWV Werkbedrijf, Stichting NVOB Cultuurfonds en andere (bouw)bedrijven en instellingen ontwikkeld werd. Sluiter ontwierp een sculpturale toren, vervaardigd van duurzame materialen als hout en bekleed met groen. Stokstaartjes die met de ruggen naar elkaar toe over het landschap kijken waren het idee achter het beeld van de toren. De bouw werd gedaan door zo'n dertig jonge werkloze- en leerlingbouwvakkers die ook certificaten konden behalen bij het project. De bouw startte in november 2010 en was tevens de start voor de bouw van de wijk Laauwik. In november 2011 was de bouw gereed. Het bouwwerk moest tevens dienen als herkenningspunt (landmark) in de nieuwe Vinex-wijk. Het was bedoeld als een tijdelijk bouwwerk waarvoor een vergunning was afgegeven voor vijf jaar.
De naam LENTmark is een porte-manteauwoord van Lent en landmark. Door leerlingen van het Stedelijk Gymnasium Nijmegen waren in de ontwerpfase diverse opties aangedragen voor een invulling van het gebouw. Er waren aanvankelijk plannen voor een hele serie LENTmarks maar uiteindelijk bleef het, mede door het einde van de bouwcrisis, bij een toren. Wel is aan de Bemmelsedijk nog een tweede andersoortig bouwwerk geplaats. Toen in 2015 sloop van het gebouw dreigde, leidde dit tot protest vanuit de wijk die aan het bouwwerk gehecht was geraakt. Er werd ook een raadpleging in de wijk gedaan en buurtbewoner Patries Lessmann kwam met een kiosk als commerciële invulling. De gemeente verlengde vervolgens de vergunning naar tien jaar. Lessmann stopte per oktober 2024 met de kiosk. Eigenaar NVOB Cultuurfonds heeft een sloopvergunning gekregen voor het bouwwerk. In februari 2025 werd de LENTmark gesloopt.